# Harrison Gimbel
Harrison Ian Gimbel (* 3. Oktober 1990 in Boca Raton, Florida) ist ein professioneller US-amerikanischer Pokerspieler. Er gewann ein Bracelet bei der World Series of Poker, das Main Event der World Poker Tour sowie das Main Event der European Poker Tour und ist damit einer von neun Pokerspielern, die die sogenannte Triple Crown vollendet haben.

## Persönliches
Gimbel wuchs in Jupiter im US-Bundesstaat Florida auf und absolvierte die Highschool.

## Pokerkarriere
Gimbel begann im Alter von zwölf Jahren in Folge des „Moneymaker-Booms“ mit Poker. Er spielt seit Januar 2007 online unter den Nicknames gibler321 (PokerStars) und this is punny (Full Tilt Poker) mit Turniergewinnen von mehr als 3 Millionen US-Dollar. Ende Mai 2017 belegte er beim Main Event der Spring Championship of Online Poker hinter Charlie Carrel den zweiten Platz für rund 1,1 Millionen US-Dollar.
Seine erste Geldplatzierung bei einem Live-Turnier erzielte Gimbel im Juni 2009 in Pompano Beach. Anfang Januar 2010 gewann er das Main Event des PokerStars Caribbean Adventures der European Poker Tour (EPT) auf den Bahamas. Dafür setzte er sich gegen 1528 andere Spieler durch und erhielt eine Siegprämie in Höhe von 2,2 Millionen US-Dollar. Mitte November 2010 gewann Gimbel die Fall Poker Open Championship in Hollywood, Florida, mit einem Hauptpreis von 330.000 US-Dollar. Im Juni 2012 war er erstmals bei der World Series of Poker (WSOP) im Rio All-Suite Hotel and Casino am Las Vegas Strip erfolgreich und kam bei drei Turnieren in der Variante No Limit Hold’em ins Geld. Mitte März 2016 sicherte sich Gimbel den Sieg beim Main Event der World Poker Tour (WPT) im kalifornischen Lincoln mit einer Siegprämie von rund 275.000 US-Dollar. Bei der WSOP 2017 gewann er ein Turnier in No Limit Hold’em und sicherte sich damit ein Bracelet sowie knapp 650.000 US-Dollar Preisgeld. Mit seinem Sieg avancierte Gimbel zum siebten Spieler, der sich Turniertitel bei allen drei großen Turnierserien WSOP, WPT und EPT sicherte. Diese Leistung wird als Triple Crown bezeichnet und wurde mittlerweile von neun Pokerspielern erreicht.
Insgesamt hat sich Gimbel mit Poker bei Live-Turnieren mehr als 5 Millionen US-Dollar erspielt.